# Сибата, Рё
Рё Сибата (яп. 柴田嶺 Сибата Рё, ромадзи: Shibata Ryo; род. 24 февраля 1987 года) — японский фигурист, выступавший в мужском одиночном разряде, призёр юниорского чемпионата Японии по фигурному катанию. С 2016 года выступает в парном разряде. В 2018 году он в паре с Наруми Такахаси стал вице-чемпионом Японии.

## Карьера
Сибата начал кататься в пять лет, после того, как увидел по телевизору XVIII зимние Олимпийские игры. Он живёт и тренируется в Торонто.
Его также называют «японским Вейром» благодаря своеобразным костюмам и артистизму. Сибата — один из немногих фигуристов-мужчин, выполнявших бильманн.
18 мая 2016 г вернулся в  любительское фигурное катание  в категории парное фигурное катание. Выступает в  паре с  Наруми Такахаси.  Пара тренируется в  Чикаго.
В новом олимпийский сезон пара вступила рано. Уже в августе они приняли участие в азиатском Трофее в Гонконге, где в упорной борьбе выиграли бронзовые медали. В конце декабря на национальном чемпионате пара стала вице-чемпионами страны.

## Результаты

### Парное катание
(c Р. Сибатой)
| Соревнования/Сезон    | 2016–2017 | 2017–2018 |
| --------------------- | --------- | --------- |
| Азиатский Трофей      |           | 3         |
| Зимние Азиатские игры | 6         |           |
| Чемпионаты Японии     | 4         | 2         |

### Одиночное катание
| Соревнование                   | 2002—2003 | 2003—2004 | 2004—2005 | 2005—2006 | 2006—2007 | 2007—2008 | 2008—2009 | 2009—2010 |
| ------------------------------ | --------- | --------- | --------- | --------- | --------- | --------- | --------- | --------- |
| Чемпионат мира среди юниоров   | 12        |           |           | 12        |           |           |           |           |
| Чемпионат Японии               | 5         |           |           | 11        | 7         | 8         | 16        | 15        |
| Чемпионат Японии среди юниоров | 1         |           | 6         | 3         |           |           |           |           |
| Cup of China                   |           |           |           |           | 10        | 12        |           |           |
| Cup of Russia                  |           |           |           |           | 12        |           |           |           |